# Tổ chức Hiệp ước An ninh Tập thể

Màu vàng nhạt: các thành viên đầy đủ; Màu vàng cam: các thành viên CIS khác; Màu xanh: các thành viên cũ

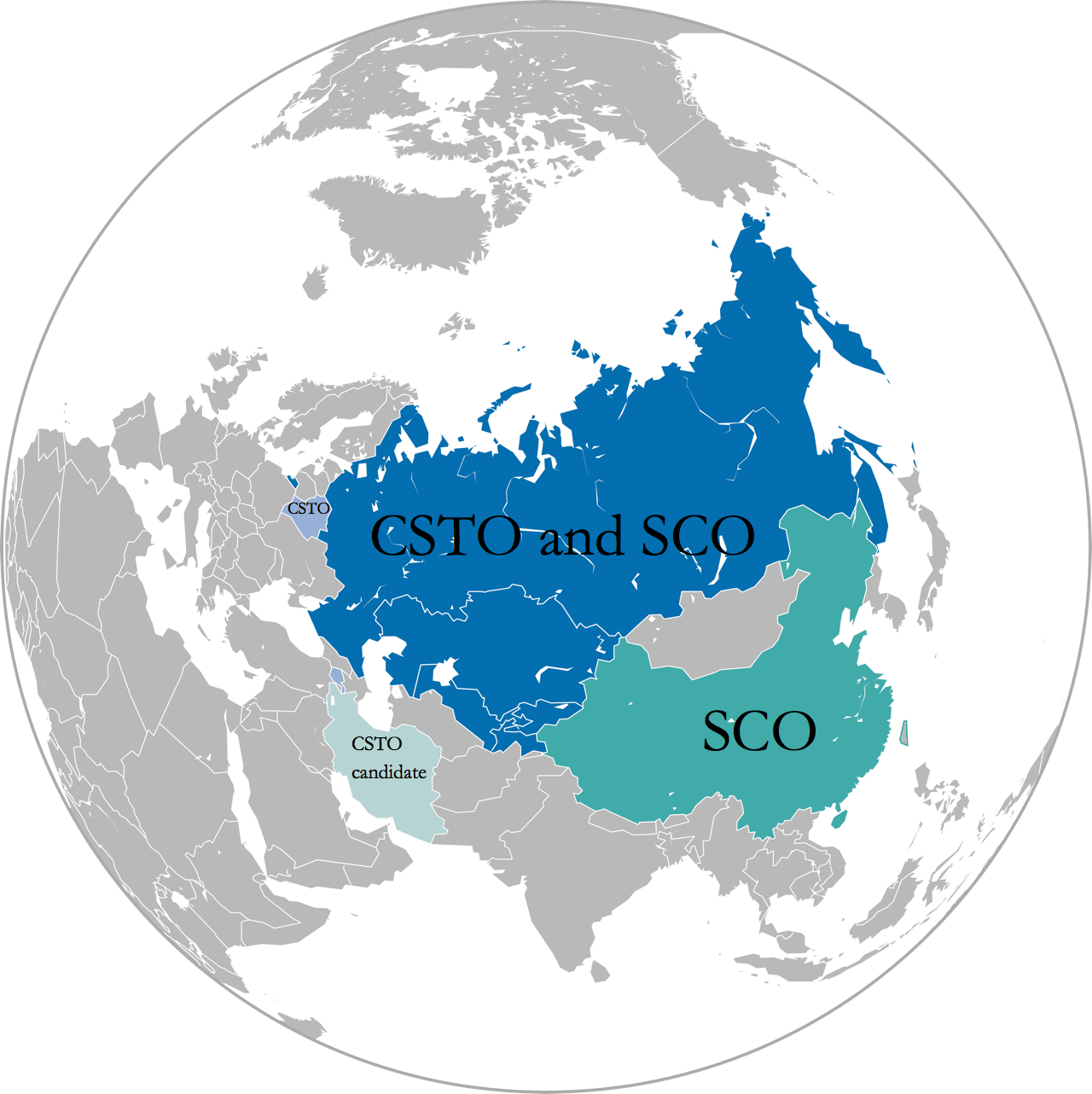
Tổ chức Hiệp ước An ninh Tập thể và Tổ chức Hợp tác Thượng Hải (SCO)

Tổ chức Hiệp ước An ninh Tập thể (CSTO) (tiếng Nga: Организация Договора о коллективной безопасности) - là một liên minh quân sự bao gồm các nước Nga, Armenia, Belarus, Kazakhstan, Kyrgyzstan và Tajikistan. Được thành lập tại Tashkent vào ngày 15 tháng 5 năm 1992, tổng thống của các nước nói trên đã ký hiến chương thành lập tổ chức này (trong thời gian này tổng thống Uzbekistan cũng ký vào thỏa thuận để trở thành thành viên của tổ chức CSTO, nhưng sau đó đã rút khỏi tổ chức 2 lần: lần 1 1999-2006 và lần 2 2012-nay).
Ngày 7 tháng 10 năm 2002, tại hội nghị thượng đỉnh Cộng đồng các Quốc gia Độc lập (CIS) ở Chisinau, Tổng thống Armenia, Belarus, Kazakhstan, Kyrgyzstan, Nga và Tajikistan đã thông qua Hiến chương CSTO. Vào tháng 12 năm 2003, Hiến chương CSTO đã được đăng ký với Ban Thư ký Liên hợp quốc. Năm 2004, Tổ chức đã nhận được tư cách Quan sát viên Đại hội đồng Liên hợp quốc

## Thành viên
Thành viên hiện tại
- Nga (2002)
- Belarus (2002)
- Armenia (2002)
- Tajikistan (2002)
- Kazakhstan (2002)
- Kyrgyzstan (2002)

Quan sát viên
- Afghanistan (2013)
- Serbia (2013)

Ứng cử viên tiềm năng
- Iran

Cựu thành viên

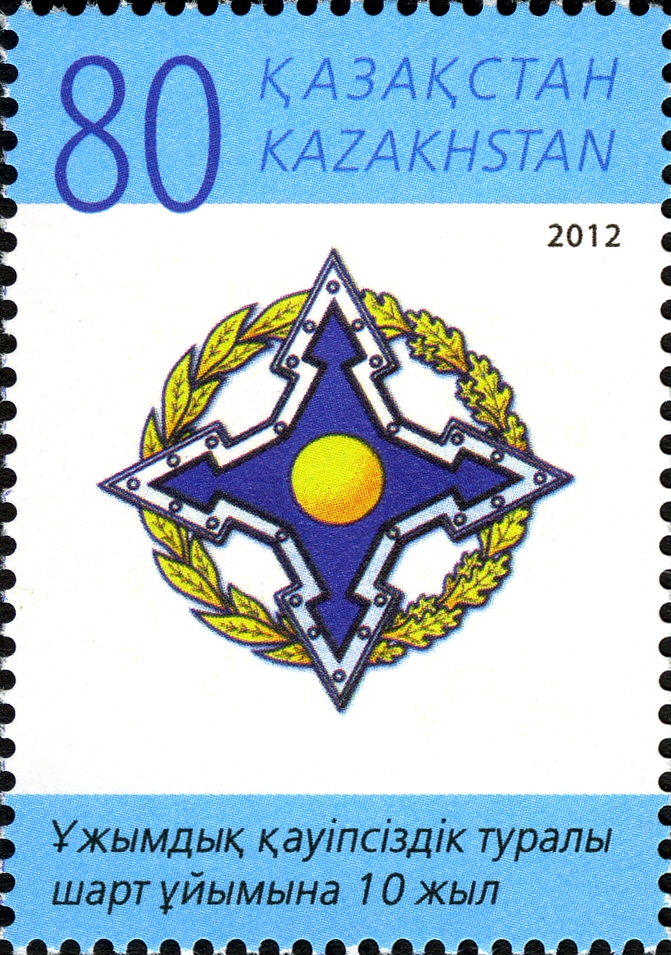
Biểu tượng CSTO tên tem của Kazakhstan, 2012

- Azerbaijan (tham gia năm 1994, tách ra năm 1999)
- Georgia (tham gia năm 1994, tách ra năm 1999)
- Uzbekistan (tham gia năm 1994 (tham gia lần 2 năm 2006, tách ra năm 1999-2006 và năm 2012)

## Liên kết
- Trang thông tin chính thức (bằng tiếng Nga)
- Trang thông tin chính thức (tiếng Anh)
- Hiến chương của Tổ chức Lưu trữ ngày 15 tháng 5 năm 2011 tại Wayback Machine